# 双河乡 (盐源县)
双河乡，是中华人民共和国四川省凉山彝族自治州盐源县曾经下辖的一个乡。2020年6月，撤销双河乡，原双河乡潘家坝村、黄沙沟村、凤凰山村（3、4、5、6、7、8、10组）、五洞桥村（1至6组）所属行政区域为盐井街道的行政区域，原双河乡杨柳桥村、凤凰山村（1、2、9组）、五洞桥村（7至11组）、小堡子村、古柏村、杨柳塘村所属行政区域为润盐镇的行政区域。

## 行政区划
双河乡撤销前下辖以下地区：
杨柳桥村、黄沙沟村、五洞桥村、凤凰山村、小堡子村、古柏村、杨柳塘村和潘家坝村。